# І ми на Олімпіаду
«І ми на олімпіаду» — радянський мультфільм 1940 року. Кінорежисер та сценарист Володимир Сутеєв.

## Сюжет
Музичний мультфільм казка про хлопчика.
Починається з Дивного виступу учасника Олімпіади учня 4 класу У Сашка Промокашкіна та його вченого собаки «Чапки» (який він намалював на аркуші ватману). Під час виступу на сцену виїжджають на машині Ваня та Маша Кнопочкини з кішкою Пусік, які «теж на Олімпіаду». Вони — «зовсім, зовсім дитячий самодіяльний ансамбль». Починають свій виступ з виконання жовтневих частівок; продовжує Сашко, показуючи фокуси. Наприкінці усі діти під керівництвом Сашка танцюють та співають.

## Знімальна група
| режисер                | Володимир Сутєєв                                                                                     |
| сценарист              | Володимир Сутєєв                                                                                     |
| художники-постановники | Борис Дежкін, Олександр Біляков                                                                      |
| аніматори              | Олександр Біляков, Лідія Резцова, І. Кац, Фаїна Єпіфанова, Дмитро Бєлов, Роман Давидов, І. Коваленко |
| оператор               | А. Аліпова                                                                                           |
| композитор             | Олексій Соколов-Камін                                                                                |
| звукорежисер           | З. Ренський                                                                                          |
| текст пісень (віршів)  | Сергій Міхалков                                                                                      |